# Olga Bondarenko
Olga Petrovna Bondarenko (Russisch: Ольга Петровна Бондаренко; geboren als Olga Krenzer (Russisch: Ольга Кренцер)) (Slawgorod, 2 juni 1960) is een voormalige Russische atlete en olympisch kampioene. Haar specialiteiten waren de 3000 m, 5000 m en de 10.000 m. Van 1984 tot 1985 had ze het wereldrecord in handen op de 10.000 m. Gedurende het grootste deel van haar carrière kwam zij uit voor de Sovjet-Unie.

## Loopbaan
Bondarenko was in haar tijd pionier op de langeafstanden in de jaren tachtig en begon haar carrière toen de 3000 m nog de belangrijkste afstand was voor een vrouw.
Onder haar geboortenaam Olga Krenzer liep ze op 7 augustus 1981 een wereldrecord van 32.30,8 op de 10.000 m, toen de IAAF nog geen wereldrecord erkende op deze afstand. Op 24 juni 1984 liep ze haar eerste officiële wereldrecord van 31.13,78 in Kiev op deze afstand onder haar huidige naam.
Op de Europese kampioenschappen in 1986 in Stuttgart won ze goud op de 3000 m en zilver op de 10.000 m.
Op de Olympische Spelen van Seoel in 1988 won ze een gouden medaille op de 10.000 m voor de Britse Liz McColgan (zilver) en haar landgenote Jelena Schupijewa (brons).

## Titels
- Olympische kampioene 10.000 m - 1988
- Europees kampioene 3000 m - 1986
- Sovjet-kampioene 3000 m - 1985, 1987
- Sovjet-kampioene 5000 m - 1985
- Sovjet-kampioene 10.000 m - 1984, 1985, 1987
- Sovjet-indoorkampioene 3000 m - 1985
- Russisch kampioene 10.000 m - 1993
- Russisch kampioene halve marathon - 1994

## Persoonlijke records
Outdoor
| Onderdeel | Prestatie | Datum            | Plaats    |
| --------- | --------- | ---------------- | --------- |
| 3000 m    | 8.48,11   | 1987             | Rome      |
| 5000 m    | 14.55,76  | 9 september 1985 | Podolsk   |
| 10.000 m  | 30.57,21  | 30 augustus 1986 | Stuttgart |

Indoor
| Onderdeel | Prestatie | Datum           | Plaats    |
| --------- | --------- | --------------- | --------- |
| 3000 m    | 8.42,3    | 26 januari 1986 | Wolgograd |

## Palmares

### 3000 m
- 1984:  Vriendschapsspelen - 8.43,74
- 1985:  Sovjet-indoorkamp. - 9.00,44
- 1985:  Sovjet-kamp. - 8.42,19
- 1986:  EK te Stuttgart - 8.33,99
- 1987:  WK indoor - 8.47,08
- 1987:  Europacup in Praag - 8.48,54
- 1987:  DN Galan - 8.45,81
- 1987:  Sovjet-kamp. - 8.53,92
- 1987: DNS WK 3000 m (in serie 8.48,11)

### 5000 m
- 1985:  Sovjet-kamp. - 15.05,31
- 1986:  Goodwill Games - 15.03,51
- 1986:  Sovjet-Unie vs Oost-Duitsland - 15.06,18
- 1986:  Goodwill Games  - 15.03,51
- 1986:  IAAF Grand Prix Finale - 15.16,84

### 10.000 m
- 1983:  Spartakiade in Krasnodar - 31.35,61
- 1984:  Sovjet-kamp. in Kiev - 31.13,78
- 1985:  Sovjet-kamp. in Osessa - 31.25,18
- 1984:  Eight Nations in Tokio - 32.48,50
- 1985:  Znamensky Memorial in Moskou - 31.25,18
- 1985:  Europacup in Moskou - 31.47,38
- 1985:  Wereldbeker te Canberra - 32.07,70
- 1985:  USA-Soviet-Japan in Tokio - 32.53,26
- 1986:  EK - 30.57,21
- 1987:  Sovjet-kamp. in Bryansk - 31.35,16
- 1987: 4e WK - 31.18,38
- 1988:  Sovjet-Russische kamp. in Kiev - 31.38,63
- 1988:  OS - 31.05,21
- 1992:  Russische kamp. in Moskou - 32.10,10
- 1992: DNF in serie OS

### 5 km
- 1989: 5e 5 km van Carlsbad - 15.39
- 1991:  Schweizer Frauenlauf in Berne - 15.50,8

### 10 km
- 1989: 5e MDA Boston Milk Run - 32.08
- 1989: 5e Crescent City Classic in New Orleans - 33.11
- 1991:  Great London Run - 32.27
- 1991:  Great Midlands Run - 32.23
- 1994:  Great Caledonian Run- 32.56
- 1998: 4e Jogging des Notaires in Parijs - 33.55
- 2000:  Charmes - 34.54
- 2010:  Einstein in Ulm - 40.50,8
- 2011: 4e Einstein in Ulm - 42.02
- 2012: 4e Ehinger Stadtlauf in Ehingen - 42.00
- 2012:  Einstein in Ulm - 41.18

### 15 km
- 1994:  La Courneuve - 49.39
- 1995:  Conseil General de Seine St Denis in La Courneuve - 49.46

### 10 Eng. mijl
- 1991:  Great South Run - 53.16

### halve marathon
- 1993:  Great North Run - 1:13.13
- 1993: 4e Route du Vin - 1:12.32
- 1993:  halve marathon van Montbéliard - 1:13.12
- 1994:  Russische kamp. - 1:10.37
- 1998: 5e halve marathon van Parijs - 1:15.11
- 1998: 4e halve marathon van Lille - 1:14.52
- 2006:  halve marathon van Ulm - 1:27.27
- 2007: 4e halve marathon van Ulm - 1:25.54

### marathon
- 1982:  marathon van St Petersburg - 2:43.24

### veldlopen
- 1985: 7e WK te Lissabon (4,99 km) - 15.40
- 1987: 13e WK te Warschau (5,05 km) - 17.20
- 1988: 20e WK te Auckland (5,962 km) - 19.58
- 1993: 13e WK in Amorebieta - 20.24
- 1994: 62e WK in Boedapest - 21.56
- 1995: 13e WK in Durham - 21.06

1988: Olga Bondarenko ·
1992: Derartu Tulu ·
1996: Fernanda Ribeiro ·
2000: Derartu Tulu ·
2004: Xing Huina ·
2008: Tirunesh Dibaba ·
2012: Tirunesh Dibaba ·
2016: Almaz Ayana ·
2020: Sifan Hassan ·
2024: Beatrice Chebet